# Čipčie
Čipčie (919,7 m n. m.) je vrchol v Lúčanské Malé Fatře nad obcí Turie. Na vrcholu je umístěna pamětní kniha výstupů. Z mýtiny na vrcholu se naskýtá výhled na velkou část Rajecké kotliny.

## Turismus
Na vrchol se organizuje každoročně výstup, který organizuje Klub slovenských turistů a lyžařů z Turia. Koná se vždy první lednovou sobotu a v roce 2016 se uskutečnil již 40. ročník.

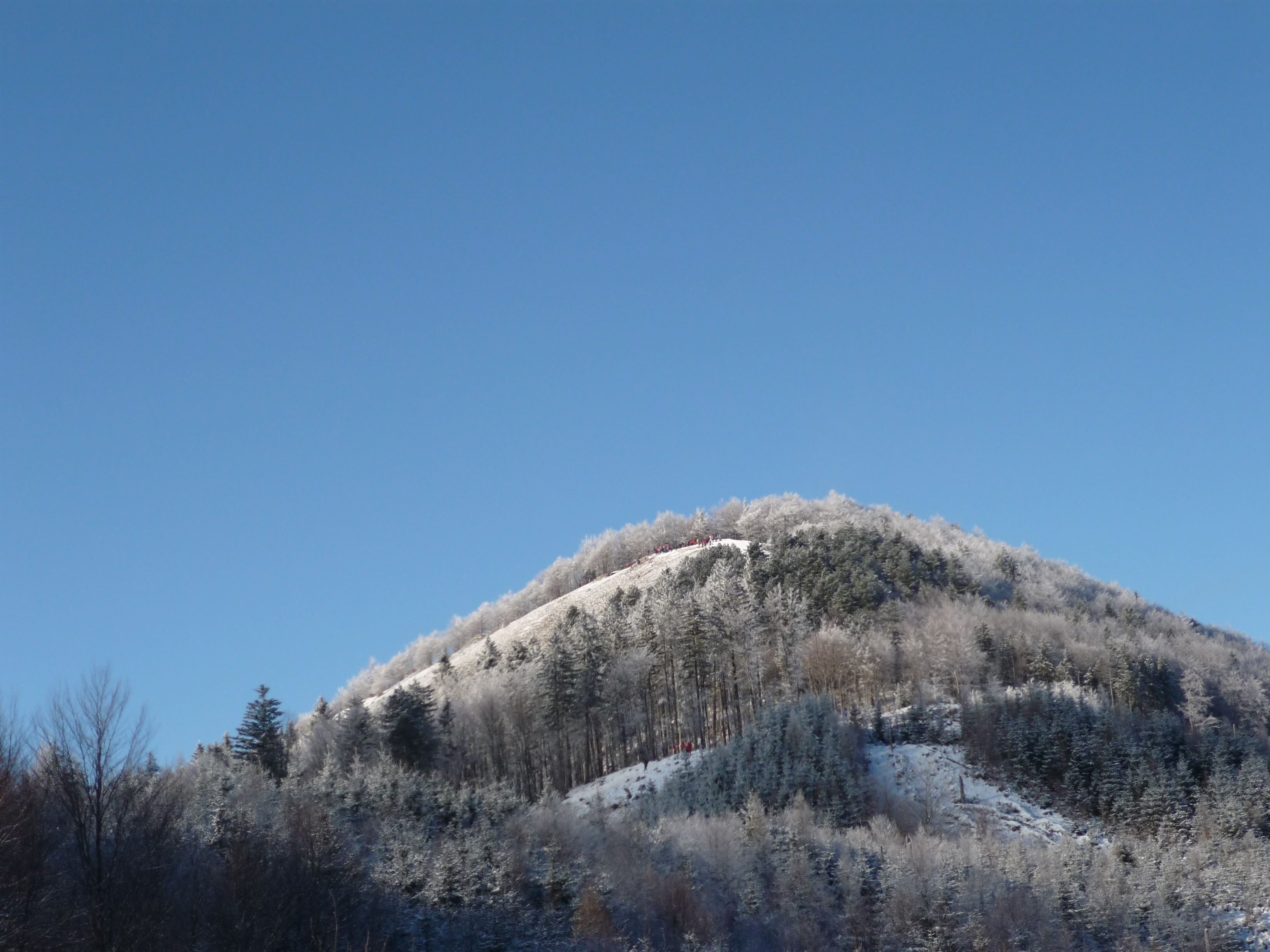
Vrcholová část

## Přístup
Na vrchol vede modře značená trasa z Turia a nejlehčí přístup je právě z této obce.